# Ratmanov
Ratmanov (Inupiak: Imaqliq; Russisch: о́стров Ратма́нова, ostrov Ratmanova; Engels: Big Diomede) is het grootste eiland van de Diomedeseilanden en is onderdeel van Rusland. De Diomedeseilanden liggen vrijwel in het midden van de Beringstraat. 

## Geografie
Ratmanov heeft een oppervlakte van ongeveer 29 km². Het eiland ligt 45 km ten zuidoosten van Kaap Dezjnjov en is het oostelijkste punt van Rusland. 3 km ten oosten ligt het eiland Klein Diomede. 1,3 km ten oosten van Ratmanov ligt de datumgrens.

## Bevolking
Oorspronkelijk werd Ratmanov bewoond door de Inupiaq. 
Tijdens de Tweede Wereldoorlog werd Ratmanov gebruikt als militaire basis van Rusland. Ook tijdens de Koude Oorlog werd er gebruik gemaakt van die basis. Tijdens deze periode werd de bevolking geadviseerd om naar het vasteland te verhuizen om contact met het Amerikaanse vasteland en Klein Diomede te voorkomen. In tegenstelling tot Klein Diomede heeft het eiland geen permanente bevolking meer, wel wordt het eiland gebruikt als weerstation en als Russische grenswacht.